# Kernkraftwerk Nowoworonesch
Das Kernkraftwerk Nowoworonesch (russisch Нововоро́нежская АЭС [anhörenⓘ], Kürzel НВАЭС, NWAES) ist eines von zwei Kernkraftwerken in der Nähe von Nowoworonesch in Zentralrussland. Daneben befindet sich das Kernkraftwerk Nowoworonesch II.

## Geschichte

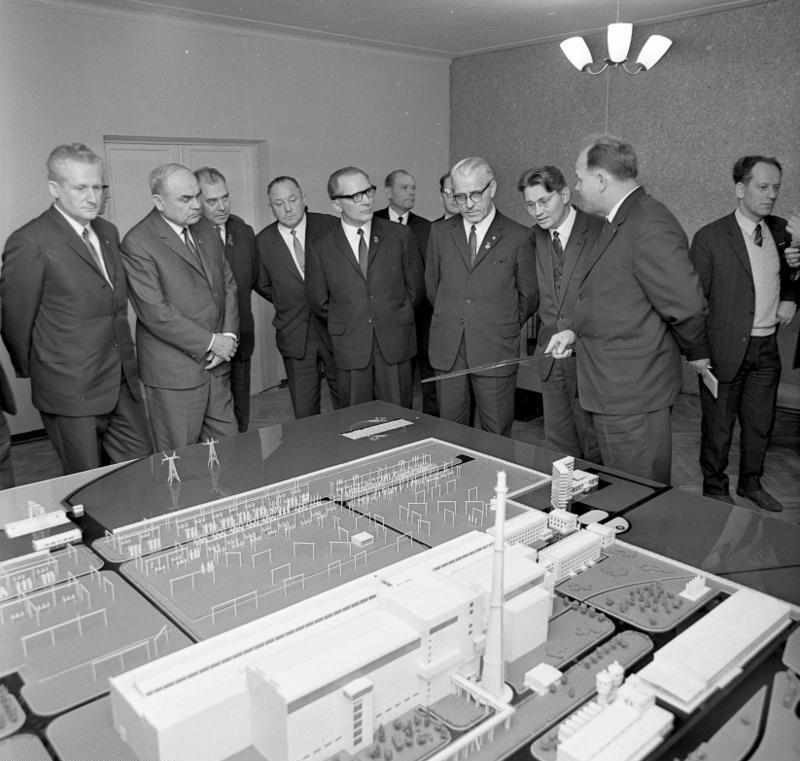
DDR-Delegation besichtigt Modell des KKW Nowoworonesch Block 1 und 2

Logo des Kernkraftwerks

Im Jahre 1957 wurde mit dem Bau des Kraftwerks begonnen. Es ist damit das älteste, noch in Betrieb befindliche kommerzielle Kernkraftwerk in Russland. Eigentümer und Betreiber des Kraftwerkes ist das staatliche Unternehmen Rosenergoatom.
Das Kernkraftwerk hat heute drei stillgelegte und zwei aktive Blöcke.
Das Kernkraftwerk diente hauptsächlich zur Entwicklung der Druckwasserreaktoren des Typs WWER. Alle Reaktoren sind daher Prototypen, deren Serienversionen später in anderen Kernkraftwerken zum Einsatz kamen.
Die Reaktoren 3–5 hatten ursprünglich eine Betriebserlaubnis für 30 Jahre. Im Jahre 2002 wurde die Genehmigung für die Blöcke 3 und 4 um weitere 15 Jahre verlängert. Im Jahre 2010 wurde der Block 5 modernisiert, seine Genehmigung wurde schließlich um 25 Jahre verlängert. Am 25. Dezember 2016 wurde Block-3 zwei Tage vor dem 45. Betriebsjahr stillgelegt. Mit der Ausrüstung des Blocks wird dafür die Laufzeit von Block-4 um weitere 15 Jahre verlängert.
Das Kernkraftwerk unterhält Partnerschaften zum Erfahrungsaustausch mit den Kernkraftwerken Gundremmingen (Deutschland), Penly (Frankreich) und Diablo Canyon (USA).

## Daten der Reaktorblöcke
Das Kernkraftwerk Nowoworonesch hatte fünf Blöcke:
| Reaktorblock    | Reaktortyp               | Netto- leistung | Brutto- leistung | Baubeginn  | Netzsyn- chronisation | Kommer- zieller Betrieb | Abschal- tung  |
| --------------- | ------------------------ | --------------- | ---------------- | ---------- | --------------------- | ----------------------- | -------------- |
| Nowoworonesch-1 | WWER-210 (Prototyp)      | 197 MW          | 210 MW           | 01.07.1957 | 30.09.1964            | 31.12.1964              | 16.02.1988     |
| Nowoworonesch-2 | WWER-365 (Prototyp)      | 336 MW          | 365 MW           | 01.06.1964 | 27.12.1969            | 14.04.1970              | 29.08.1990     |
| Nowoworonesch-3 | WWER-440/179             | 385 MW          | 417 MW           | 01.07.1967 | 27.12.1971            | 29.06.1972              | 25.12.2016     |
| Nowoworonesch-4 | WWER-440/179             | 385 MW          | 417 MW           | 01.07.1967 | 28.12.1972            | 24.03.1973              | (2032 geplant) |
| Nowoworonesch-5 | WWER-1000/187 (Prototyp) | 950 MW          | 1000 MW          | 01.03.1974 | 31.05.1980            | 20.02.1981              | (2035 geplant) |

## Fotos

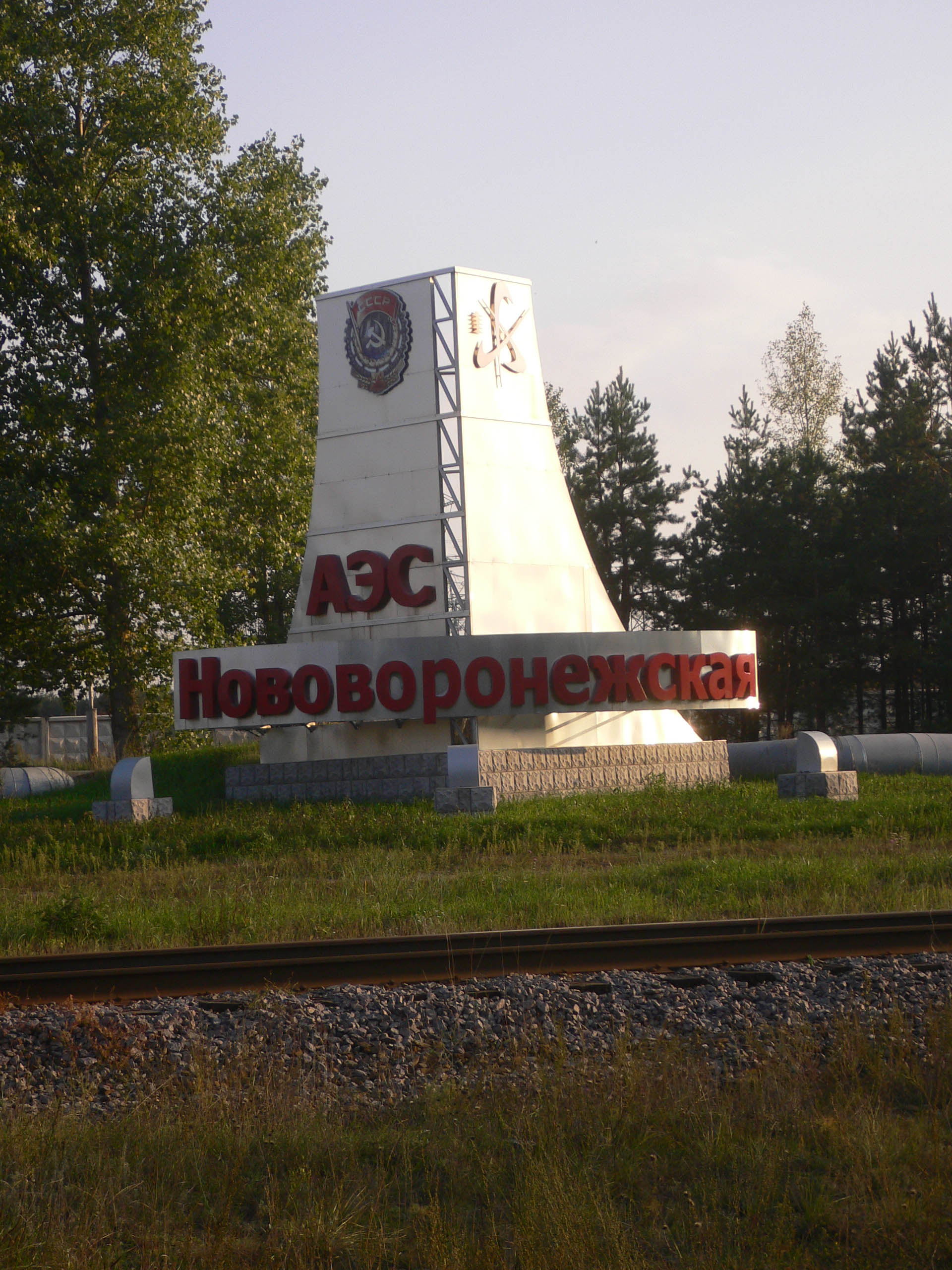
Eingang des Kernkraftwerks
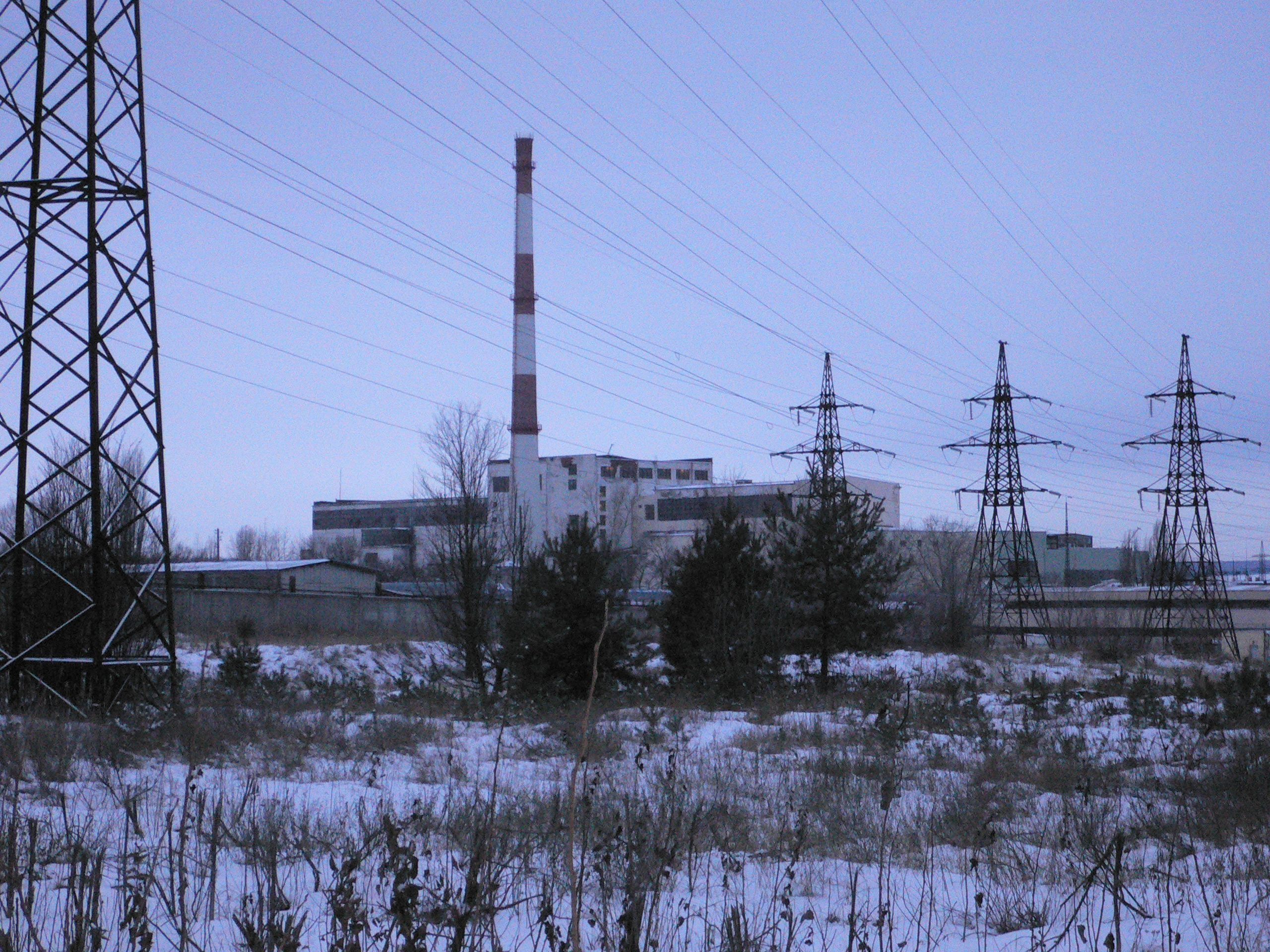
Blöcke 1 und 2
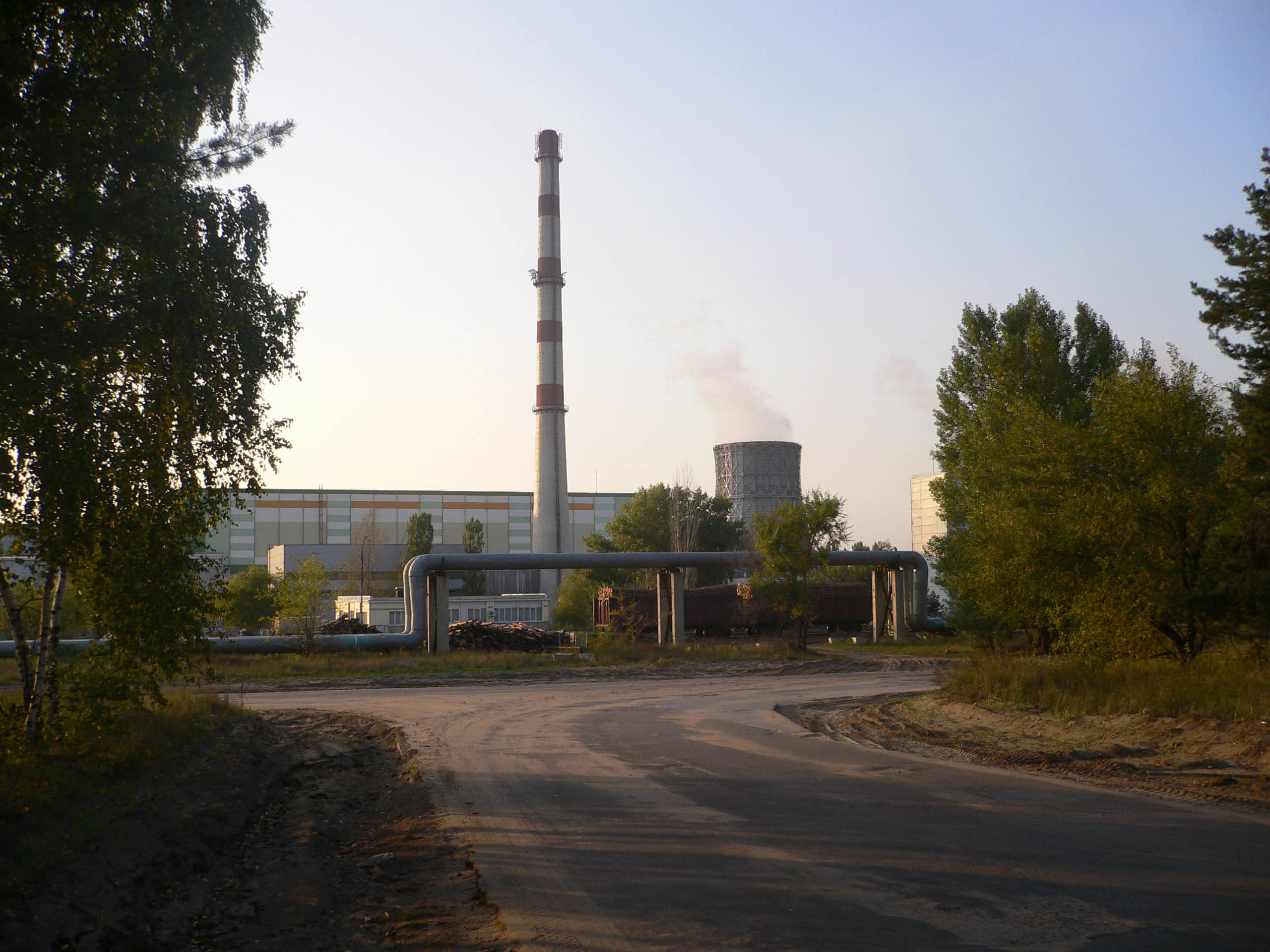
Blöcke 3 und 4
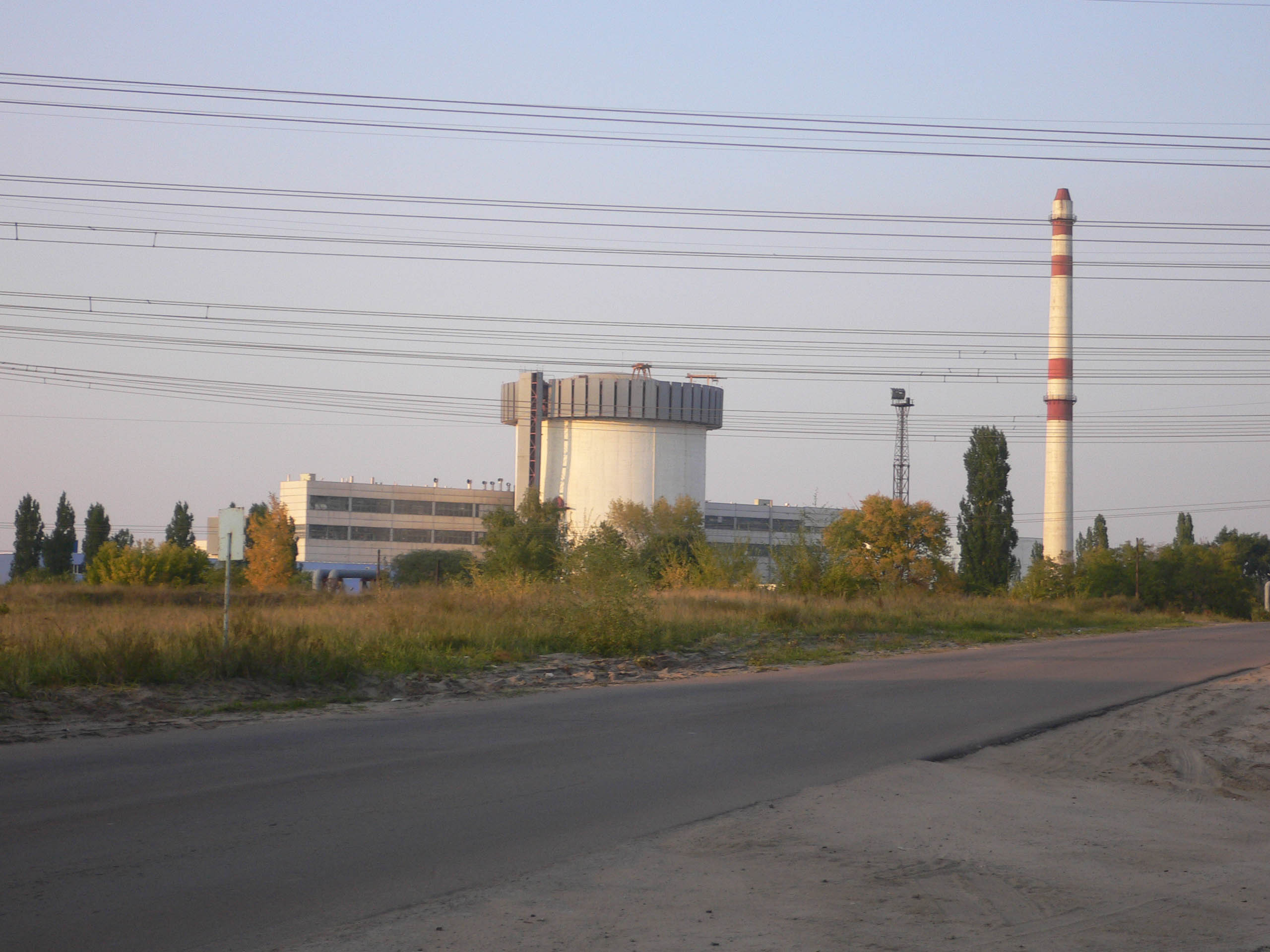
Block 5